# Los Altos Hills
Los Altos Hills is een plaats (town) in de Amerikaanse staat Californië, en valt bestuurlijk gezien onder Santa Clara County.

## Demografie
Bij de volkstelling in 2000 werd het aantal inwoners vastgesteld op 7902.
In 2006 is het aantal inwoners door het United States Census Bureau geschat op 8308, een stijging van 406 (5,1%).

## Geografie
Volgens het United States Census Bureau beslaat de plaats een oppervlakte van
22,3 km², geheel bestaande uit land.

## Plaatsen in de nabije omgeving
De onderstaande figuur toont nabijgelegen plaatsen in een straal van 8 km rond Los Altos Hills.